# Замкова вежа (Кенігсберг)
Замкова вежа — найвища вежа Кенігсберзького замку, дзвіниця Замкової церкви (Кенігсберг). Зруйнована під час Другої світової війни, руїни були підірвані в повоєнний час.

## Історія
Вежа була побудована в 1260 році спочатку як бергфрід (нежитлова оборонна вежа-цитадель) Кенігсберзького замку. Згодом неодноразово перебудовувалася і змінювала своє призначення.
У 1387 році вежа була добудована і почала використовуватися дзвіницею. В її нижній частині були передбачені вікна, вище розташовувалися «поверхи для дзвонів», на самій верхівці — кілька оборонних поверхів. Крім функцій власне дзвіниці, вежа також виконувала спостережну функцію (як оглядовий майданчик, де знаходився спостерігач, котрий проживав на нижніх поверхах).
У 1551 році на вежі були розміщені чотиристоронні годинники. У 1584 році споруда була надбудована, навершя стало ступінчастим. У тому ж році була закладена Замкова церква, будівництво тривало до 1597 року. Після надбудови до висоти 81 м в 1600 році, дзвіниця стала найвищою будівлею міста і зберігала цей статус аж до початку XVIII століття.
У 1686 році на вежі був розміщений флюгер з ініціалами курфюрста Бранденбургу Фрідріха-Вільгельма I. У королівські часи ініціали на флюгері не змінювалися. У 1688 році навершя вежі було завершено восьмигранною вишкою, увінчаною куполом у стилі бароко.
У період з 1864 по 1866 рік вежа була перебудована в готичному стилі. Знову був встановлений флюгер (1686). Автором проекту виступив прусський архітектор Фрідріх Август Штюлер. У 1877 році вежа отримала нове облицювання.
Замок і дзвіниця сильно постраждали внаслідок авіабомбардування британською авіацією в 1944 році й при штурмі Кенігсберга Червоною армією в 1945 році. Руїни вежі були підірвані вже в повоєнний час, 1955 року, й остаточно розібрані в 1967 році, за рішенням першого секретаря обкому КПРС Миколи Коновалова.

## Хорал
Починаючи з XIX століття, в Кенігсберзі підтримувалася німецька традиція «Turmblasen»: щодня з вежі звучав хорал, який виконувався на духових інструментах. З 1628 року із дзвіниці замку хорал повинен був звучати щоденно двічі: о 4 годині ранку та о 8 годині вечора. Через рік був доданий ще один хорал, о 4 годині вечора. Вежа також служила для оповіщення містян про пожежі та важливі візити.
З 1840 року хорал виконувався двічі на день: об 11 ранку й о 9 вечора. Вранці виконувалася мелодія Вульпіуса «Христос є моє життя» (нім. Ach bleib mit deiner Gnade), ввечері — «Спокій всім лісам і полям» (нім. Nun ruhen alle Wälder) Генріха Ізаака. Чотири музиканти капели щодня долали 240 сходинок, щоб піднятися на вежу. Традиція зберігалася й за часів російської присутності в місті під час Семирічної війни. У 1935 році в рамках гляйхшальтунга посади міських музикантів були скорочені, і їхнє місце зайняли молоді музиканти з Гітлер'югенду. Традиція залишалася незмінною і перервалася лише після британських бомбардувань 1944 року.

## Проекти відновлення
Згідно з проектом «Серце міста (Калінінград)» від 2015 року, Королівський замок з вежею підлягає повному або частковому відновленню. Навесні 2015 року на місці замку почалися археологічні розкопки.

## Фотогалерея

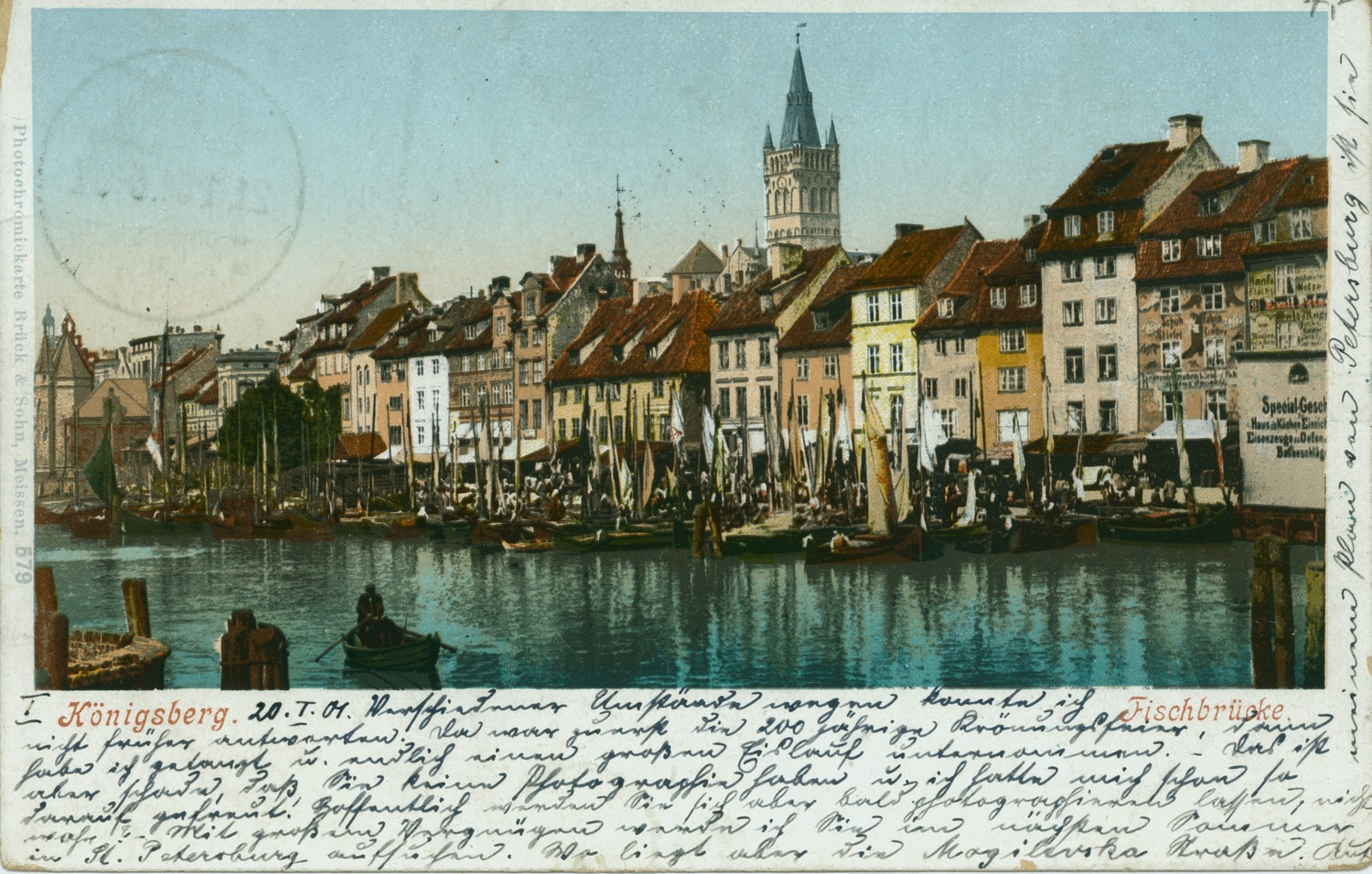
Преголя, Замкова вежа (1944).
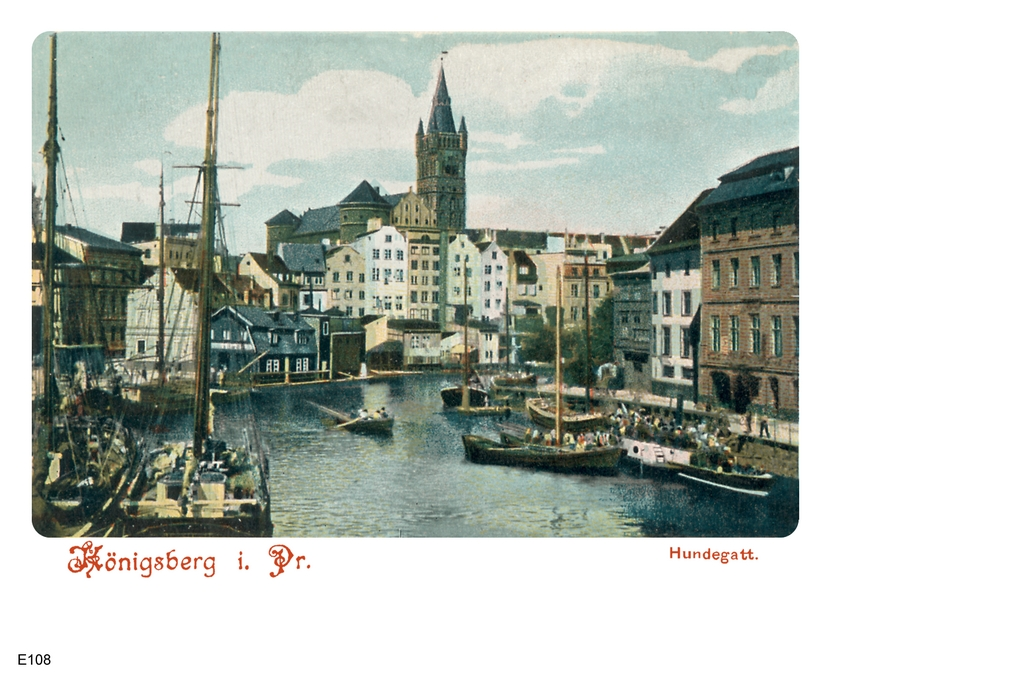
Преголя, Замкова вежа
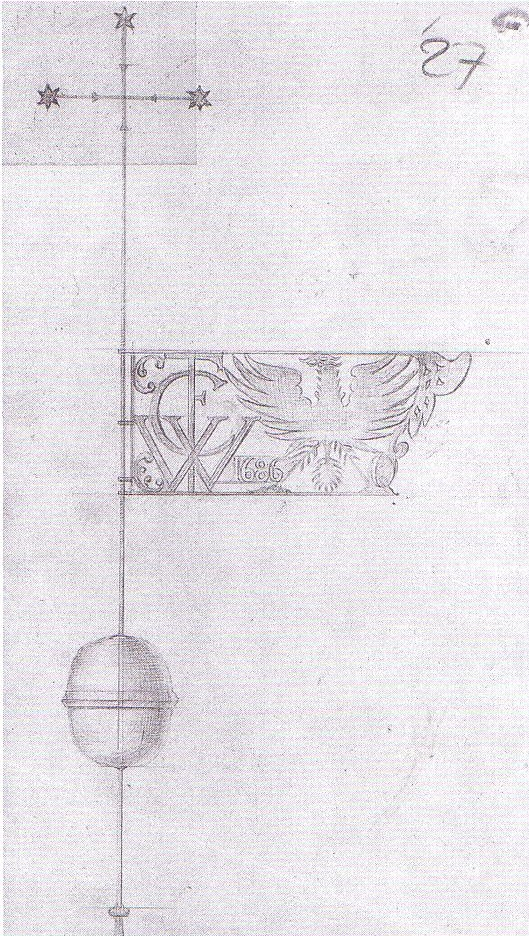
Флюгер вежі